# Đôi tay vàng
Đôi tay vàng là vở cải lương nổi tiếng của soạn giả Huỳnh Minh Nhị. Trong tư liệu hình ảnh ghi lại thì NSND Huỳnh Nga là đạo diễn, còn NSND Thanh Điền là trợ lý đạo diễn.

## Tóm tắt nội dung
Câu chuyện diễn ra ở một bản làng. Trong làng, có cô gái Sương Mai xinh đẹp tuyệt trần, nàng giỏi giang quay tơ dệt lụa nên được bà con gọi là "công chúa Sương Mai".
Tiếng lành đồn xa khiến nàng công chúa Bảo Ngọc (Hà Mỹ Xuân đóng) của đất nước ấy không hài lòng mà tìm đến. Kể từ đây, nhiều biến cố bắt đầu xảy ra...

## Một số vai diễn
| Nghệ sĩ            | Vai        |
| ------------------ | ---------- |
| NSƯT Thanh Sang    | Mạnh Khang |
| NSND Thanh Kim Huệ | Sương Mai  |
| Hà Mỹ Xuân         | Bảo Ngọc   |
| Đặng Vinh Quang    | Vua        |
| NSƯT Kim Phương    | Hoàng hậu  |
| NSƯT Bảo Quốc      | Hoài Danh  |
| NSƯT Trường Xuân   | Già làng   |
| NSND Thanh Điền    | Mã Cương   |

## Thể loại
1. ↑  ONLINE, TUOI TRE (ngày 14 tháng 5 năm 2024). "Cải lương Đôi tay vàng 40 năm trước, nhớ Thanh Kim Huệ, Thanh Sang, Hà Mỹ Xuân…". TUOI TRE ONLINE. Truy cập ngày 26 tháng 8 năm 2024.